# Molí del Recó
El Molí del Recó és una obra de Pontils (Conca de Barberà) inclosa a l'Inventari del Patrimoni Arquitectònic de Catalunya.

## Descripció
Es tracta d'un molí derruït de planta quadrada, bassa triangular i cacau circular. La construcció conserva els murs exteriors i també les divisions internes. També es conserva, tot i que sense sostre, l'alçat de la primera planta i la planta soterrada. El sostre és de volta de mig punt. A la planta que queda sota el nivell del terreny encara pot apreciar-se la ubicació de les moles. Es pot veure la bassa en la seva extensió i també el seu cacau fet amb carreus ben escairats.

## Història
Es troba a la partió del Municipi de Querol i Santa Perpètua, i de les Comarques de l'Alt Camp i la Conca de Barberà, i a la rasa de Vallespinosa, afluent del riu Gaià.